# Valve (vélo)
Pour les articles homonymes, voir valve.

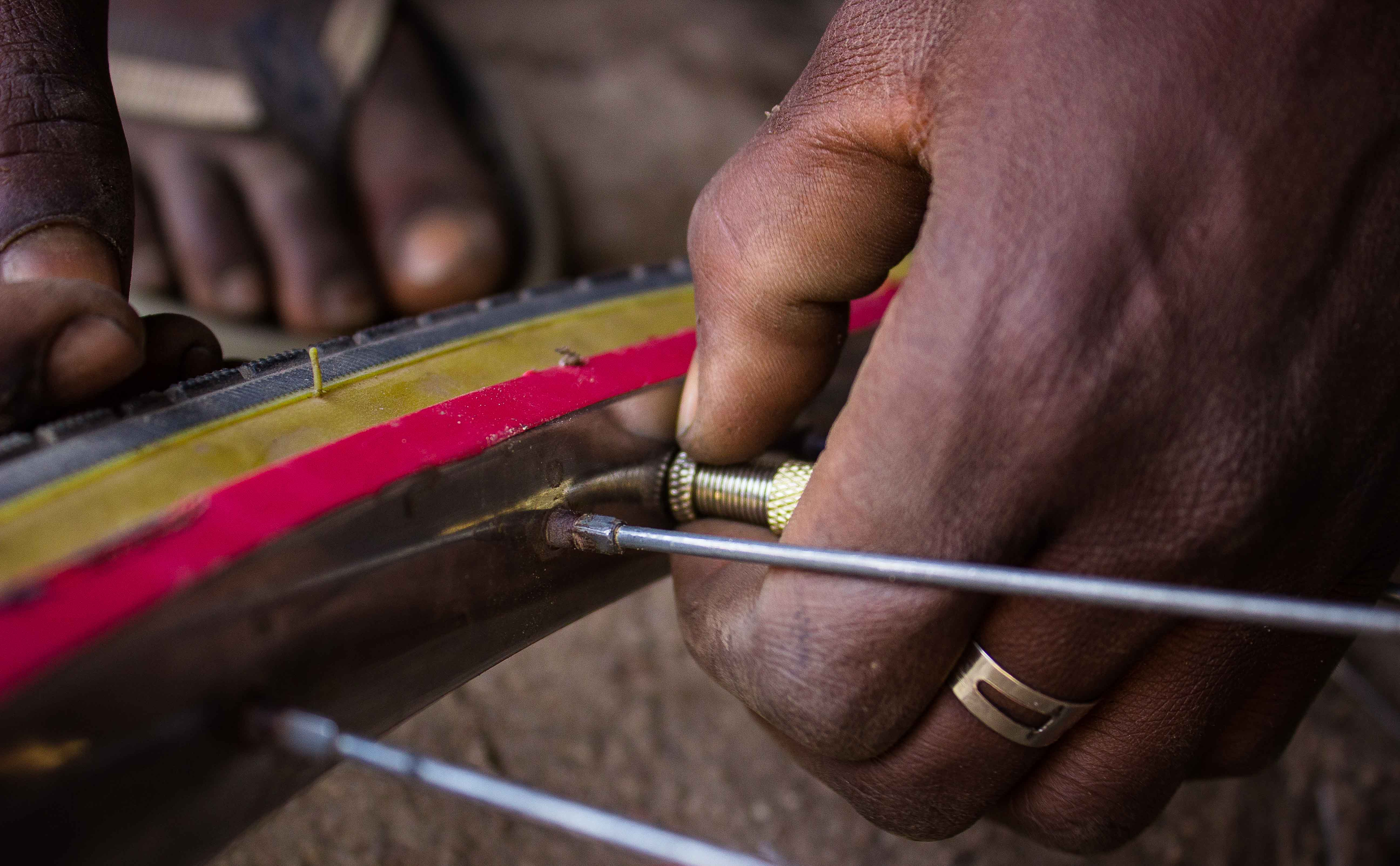
Resserrage de l'écrou fixant la valve de la chambre à air sur la jante.

Une valve permet de gonfler ou de dégonfler une chambre à air de vélo. Une telle chambre à air est placée dans chaque pneu des roues de bicyclettes. Les valves, de différents types, sont facilement repérables entre les rayons sur les jantes.
En Belgique, on utilise également le terme « pipette » pour désigner ce dispositif.

## Types
Il existe principalement quatre types de valves de chambre à air de vélo :
- les valves Schrader, de gros diamètre, sont identiques à celles d'une roue de voiture. On les retrouve généralement sur les VTT ou les vélos de ville à jantes larges. Elles sont également appelées valves américaines. Elles sont souvent aussi utilisées dans les systèmes de réfrigération[réf. souhaitée] où elles servent à l'introduction ou à l'extraction du fluide, au "tirage au vide", ou à la connexion temporaire d'un manomètre ;
- les valves Presta ou Sclaverand, de petit diamètre, se retrouvent principalement sur les roues à jante étroite pour les vélos de type « route » ou « vélos de course », vélos de ville ou équipant les roues à pneus spécifiques de type « tubeless » ou « notube » pour VTT. Ces valves sont également appelées valves françaises ;
- les valves Dunlop, que l'on retrouve par exemple sur les vélos hollandais ;
- les valves Regina (ou italiennes), qui se retrouvent surtout sur des vélos italiens.

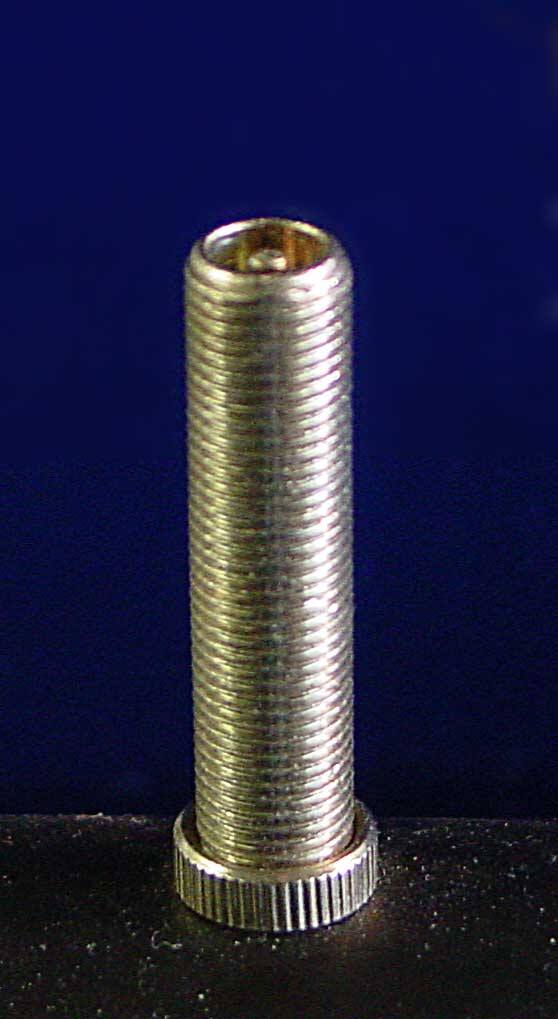
Valve Schrader.
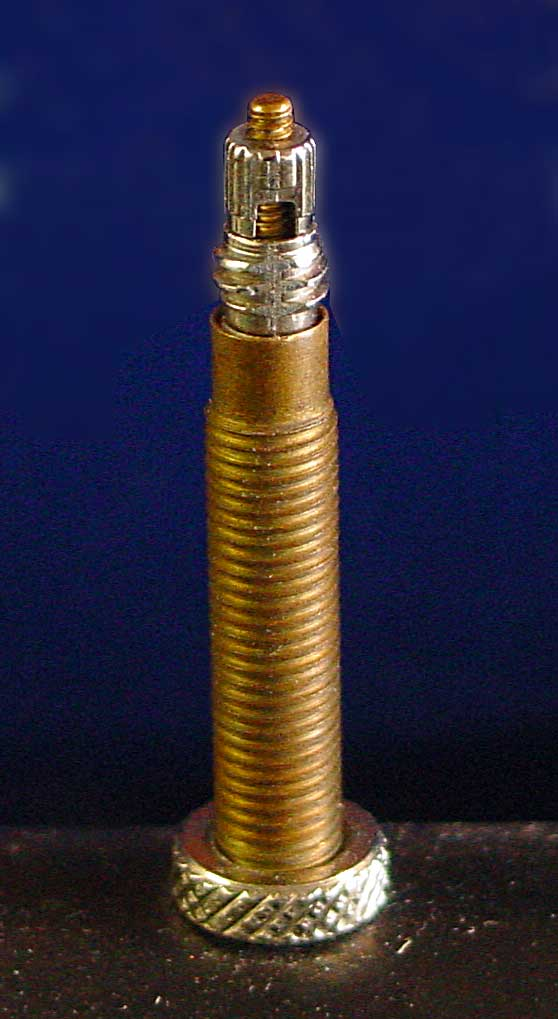
Valve Presta ou Sclaverand.
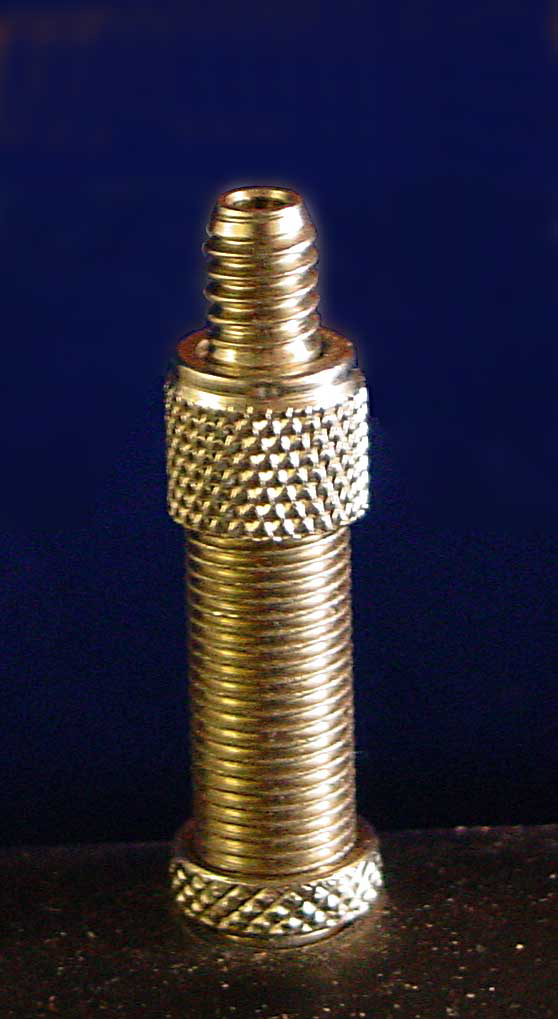
Valve Dunlop.
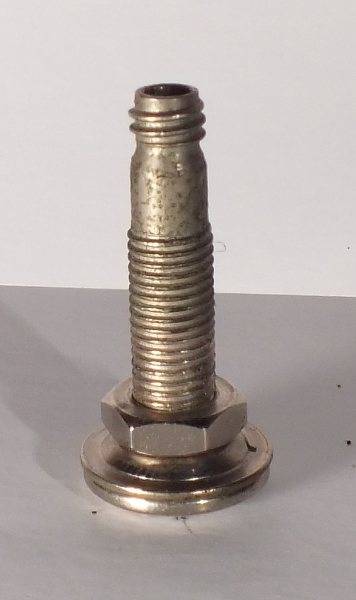
Valve Regina.

Les valves Schrader permettent de gonfler le vélo à une station-service où les postes de gonflage fournissent l'air comprimé et présentent l’avantage d’être dotés d'un manomètre. La pression recommandée pour les pneus est indiquée sur le flanc (côté) du pneu.

## Dimensions
La dimension externe d'une valve Schrader est de 0.305 pouces (diamètre) pour 32 TPI (filetage), noté parfois 8V1.